# Vertrag von Ribemont

Grenzen nach dem Vertrag von Ribemont

Die Teilungen des Frankenreiches kamen mit dem Vertrag von Ribemont zum Abschluss. Dieser Vertrag wurde im Jahre 880 zwischen dem ostfränkischen König Ludwig III. (dem Jüngeren) und den Enkeln Karls des Kahlen, Ludwig III. (Frankreich) und Karlmann, geschlossen. Ein wichtiger Vertragsinhalt war, dass nun auch der Westteil Lotharingiens an das Ostfrankenreich fiel. Die Grenze zwischen dem West- und Ostreich blieb bis in die Frühe Neuzeit (Westfälischer Friede 1648) nahezu unverändert.
Die Gründe für den neuen Vertrag waren Bestrebungen Karls des Kahlen, der seit 875 auch Kaiser war, sich das Gebiet Lotharingiens vollständig einzuverleiben. Dieses Vorhaben schlug jedoch fehl, nachdem er in der Schlacht bei Andernach 876 von Ludwig III., dem Sohn Ludwigs des Deutschen, geschlagen worden war. Stattdessen eroberten die Söhne Ludwigs des Deutschen den gesamten Westteil Lotharingiens für das Ostfränkische Reich. Dies wurde dann im Vertrag von Ribemont bestätigt bzw. festgelegt.